# Río Avon (Brístol)
El río Avon (pronunciado en inglés  /ˈeɪvən/) es un curso fluvial situado en el suroeste de Inglaterra. Para distinguirlo de otros ríos con el mismo nombre, a menudo se le denomina Bristol Avon, en referencia a la ciudad de Bristol junto a la que discurre. El nombre 'Avon' es un cognado de la palabra galesa afon, que significa 'río'.
Nace justo al norte del pueblo de Acton Turville, en South Gloucestershire, antes de pasar por Wiltshire hacia Somerset. En su tramo inferior desde Bath (donde se encuentra con el Canal del Kennet y del Avon) hasta el estuario del Severn en Avonmouth, cerca de Bristol, el río es navegable y se conoce como Avon Navigation.
Es el décimo noveno río más largo del Reino Unido, con una longitud total de 83 millas (133,6 km), aunque curiosamente solo hay 19 millas (30,6 km) en línea recta entre el punto de su nacimiento y el de su desembocadura en el estuario del Severn. Su cuenca vertiente tiene una superficie de unos 2220 km².

## Etimología
El nombre "Avon" es un cognado de la palabra galesa afon (ˈavɔn) "río", ambas derivadas del  britónico común abona, "río". "Río Avon", por lo tanto, significa literalmente "río río"; Varios otros ríos ingleses y escoceses comparten el nombre. El condado de Avon, que existió desde 1974 hasta 1996, recibió el nombre del río y abarcaba Bristol, Bath y el valle inferior del Avon.

## Curso
El Avon nace en el extremo sur de los montes Cotswold, en Didmarton (Gloucestershire). En Joyce's Pool, una placa marca el lugar en el que surge la fuente donde comienza el río. Fluye hacia el sureste hacia Wiltshire hasta Sherston, donde se une al arroyo de Luckington, que drena un área al oeste de Luckington que incluye la finca de Badminton House.
Desde Sherston, el río se dirige hacia el este hasta llegar a Malmesbury, donde se une a su primer afluente importante, el Tetbury Avon, que nace justo al este de Tetbury, en Gloucestershire. Aquí, el río se conoce localmente como Ingleburn, que en idioma anglosajón significa "río inglés". Los dos ríos fluyen de norte a sur junto a un afloramiento rocoso, creando casi una isla donde se asienta la antigua ciudad de Malmesbury, situada en la cima de una colina. Aguas arriba de esta confluencia, el río a veces se denomina "río Avon (rama de Sherston)" para distinguirlo del ramal de Tetbury.

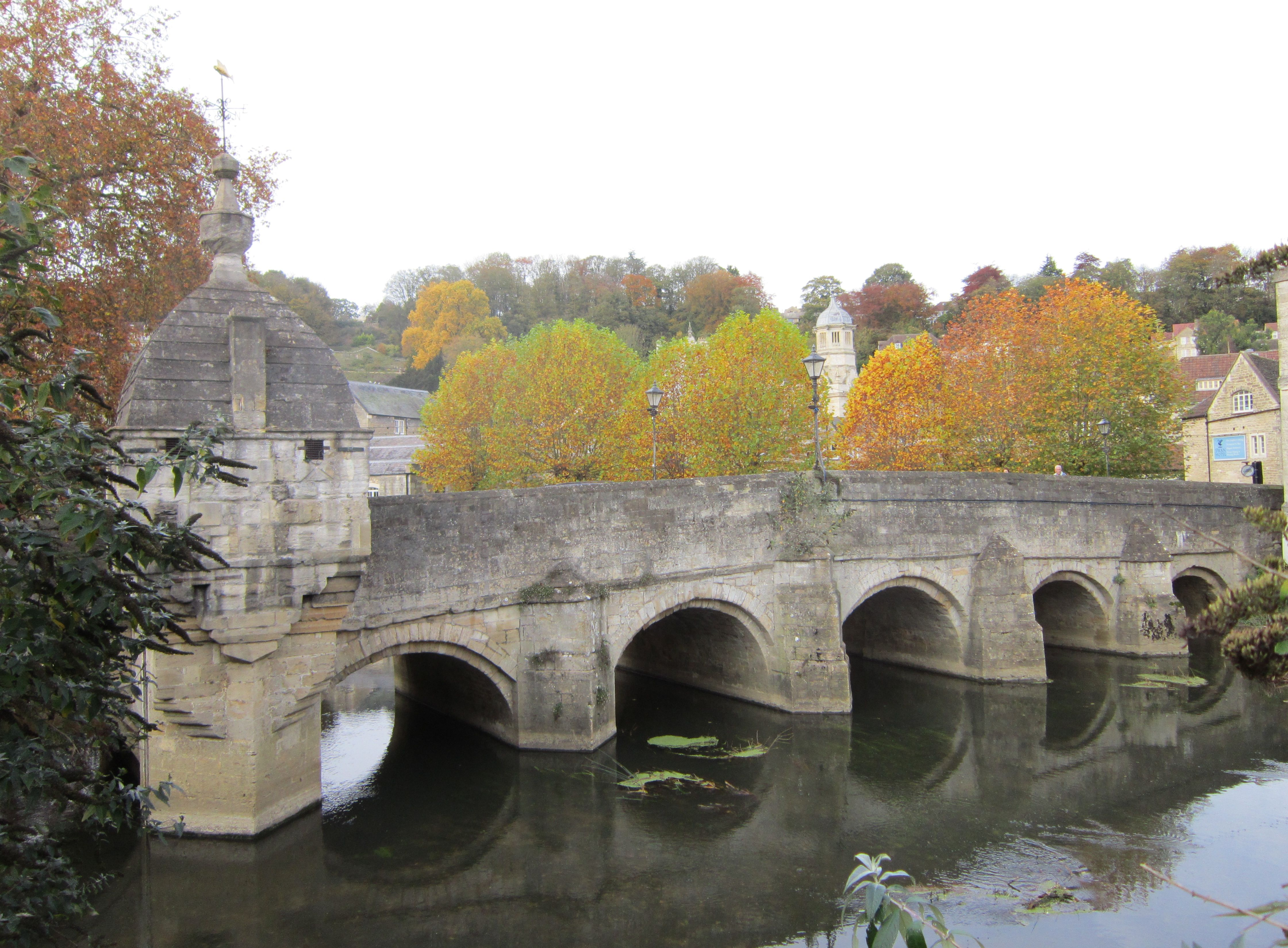
El puente de la Ciudad en Bradford-on-Avon

Después de que los dos ríos se fusionan, el Avon gira hacia el sureste alejándose de los Cotswolds y luego rápidamente hacia el sur hacia la zona arcillosa del valle de Dauntsey, donde se une al río Marden, hasta llegar a la ciudad más grande hasta el momento, Chippenham. Este amplio valle se conoce en inglés como Avon Vale, y el río fluye a través de Lacock hasta Melksham, luego gira hacia el noroeste a través de Bradford-on-Avon, donde el centro de la ciudad creció alrededor del vado por el que se cruzaba el río, de ahí el origen del nombre de la ciudad ("Broad-Ford"; o Vado Ancho). El paso se complementó en la época normanda con un puente catalogado que aún se mantiene en pie. Originalmente un puente para caballerías, fue modificado en el siglo XVII ampliándolo por su lado de aguas abajo.
El valle de Avon entre Bradford-on-Avon y Bath es un ejemplo de un emplazamiento en el que se encuentran cuatro formas de transporte terrestre: carretera, ferrocarril, río y canal. El río pasa por debajo del acueducto de Avoncliff y del acueducto Dundas, que dan paso al canal del Kennet y del Avon, y en Freshford (Somerset) se une al río Frome. El acueducto de Avoncliff fue construido por John Rennie y el ingeniero jefe John Thomas, entre 1797 y 1801. Consta de tres arcos y tiene una longitud de 110 yardas (100,6 m), con un arco elíptico central 60 pies (18,3 m) de luz y dos arcos laterales semicirculares de 34 pies (10,4 m) de luz. Los tres arcos son de piedra, con juntas en V. Los muros de enjuta y de las alas se construyen en hileras alternas de sillares de mampostería y bloques revestidos de roca. El tramo central se hundió poco después de su construcción y ha sido reparado muchas veces. El acueducto de Dundas fue construido por el mismo equipo entre 1797 y 1801, siendo puesto en servicio en 1805. James McIlquham fue designado contratista de la obra. Tiene una longitud total de 150 yardas (137,2 m) y consta de tres arcos construidos con piedra de Bath, pilastras de tipo dórico y balaustradas en cada extremo. El arco de medio punto central tiene 64 pies (19,5 m) de luz y los dos arcos laterales ovalados alcanzan 20 pies (6,1 m). Es un elemento patrimonial catalogado, siendo la primera estructura de un canal designada como Monumento Planificado en el Reino Unido (en 1951). El tramo del río aguas abajo y aguas arriba del acueducto, donde se une con el arroyo Midford, ha sido utilizado por los equipos de remo de la Monkton Combe School al menos desde principios del siglo XX.

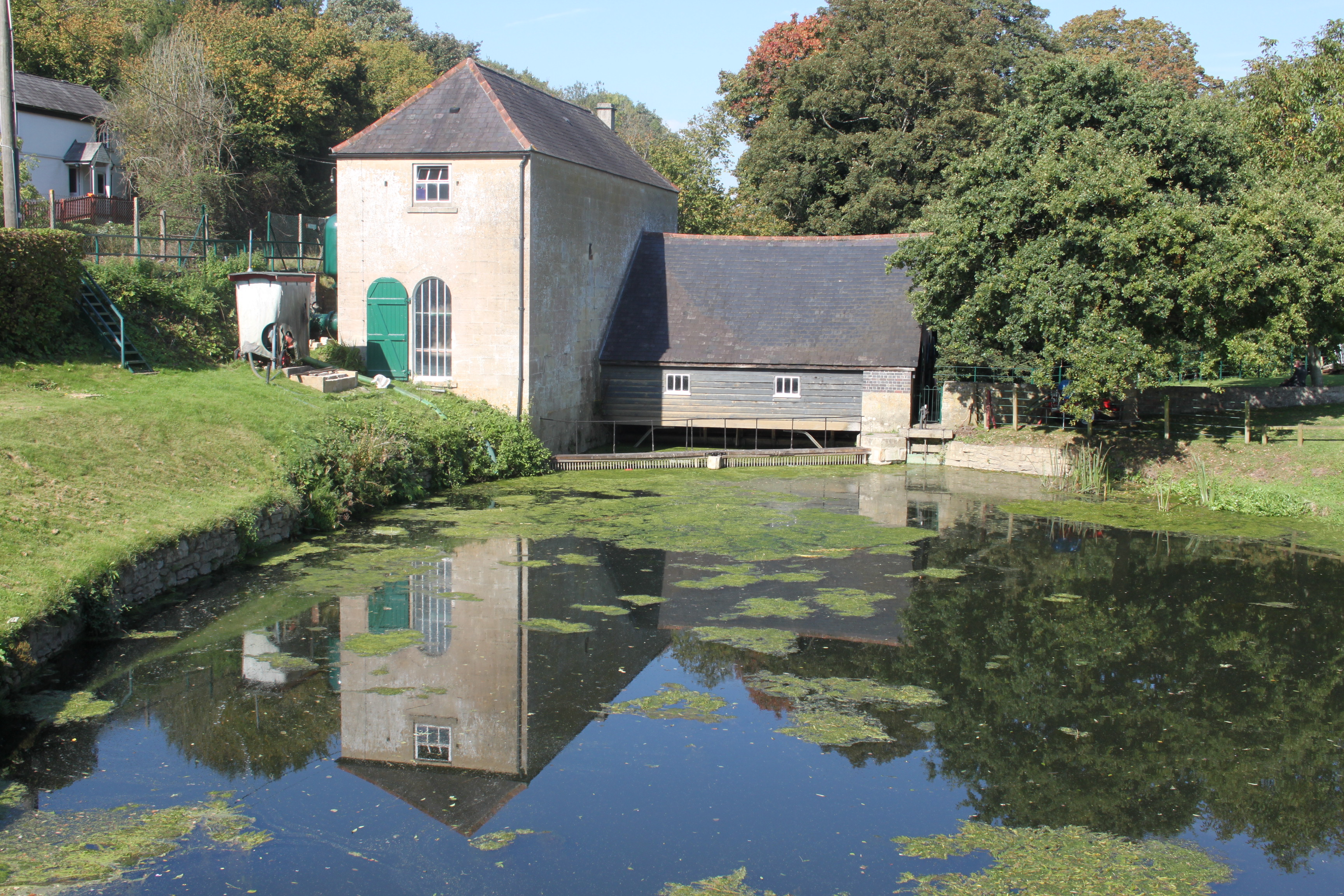
Estación de bombeo de Claverton

Poco después, pasa por la Estación de bombeo de Claverton, que bombea agua del río Avon desde el embalse de Warleigh hacia el canal, utilizando la energía del flujo del río. La estación de bombeo está ubicada en una casa de bombas construida con piedra de Bath, ubicada al nivel del río. La represa de Warleigh desvía el agua del río, aproximadamente 200 yd (182,9 m) río arriba. El agua fluye por un caz hasta la estación de bombeo, donde alimenta una rueda hidráulica de 24 pies (7,3 m) de ancho y 17 pies (5,2 m) de diámetro, equipada con 48 palas de madera. A máxima potencia, la rueda consume dos toneladas de agua por segundo, y gira cinco veces por minuto. El sistema dispone de un mecanismo que aumenta la velocidad del bombeo a 16 rpm. Desde aquí, las manivelas accionan las bielas verticales que transfieren la energía a dos balancines de fundición de hierro de 18 pies (5,5 m) de largo, que a su vez impulsan cada uno una bomba de pistón de 18 pulgadas (0,5 m) de diámetro, que también se alimenta del caz del molino. Cada impulso de bombeo eleva 50 galones imperiales (227,3 L) de agua al canal. En 1981, British Waterways instaló dos bombas eléctricas de 75 caballos (76,0 CV) justo aguas arriba de la estación.

Bath: el azud y el puente Pulteney, una estructura de estilo paladiano

El Avon luego fluye a través de  Bathford, donde se une al río Bybrook y llega a Bathampton, donde cruza por debajo del puente de peaje de Bathampton. Se une al arroyo Lam en Lambridge, en Bath, y luego pasa por debajo del puente de Cleveland y del puente Pulteney; y sobre el aliviadero del azud.
El puente de Cleveland fue construido en 1826 por William Hazledine, propietario de los Talleres de Coalbrookdale, con Henry Goodridge como arquitecto, en el lugar donde existió un antiguo paso de barcas romano. Nombrado en honor del tercer duque de Cleveland, cruza el río Avon en Bathwick, y permitió que se llevara a cabo un mayor desarrollo de la zona del período georgiano de Bath, en el lado sur del río. Fue diseñado por el arquitecto Henry Goodridge para soportar el tráfico de su época, vehículos tirados por caballos y peatones, y se construyó utilizando piedra de Bath y un tramo salvado mediante un arco de fundición de hierro .
El puente Pulteney se completó en 1773 y está designado por English Heritage como estructura catalogada de Grado I. Diseñado por Robert Adam, es uno de los cuatro puentes del mundo con tiendas en toda su longitud en ambos lados. Lleva el nombre de Frances Pulteney, heredero en 1767 de la propiedad de Bathwick situada al otro lado del río respecto a Bath. Las inundaciones de 1799 y 1800 destruyeron el lado norte del puente, que había sido construido con un soporte inadecuado. Fue reconstruido por John Pinch el viejo, topógrafo de las fincas de Pulteney, en una versión menos ambiciosa del diseño de Adam. El consejo de Bath y noreste de Somerset ha estudiado planes para prohibir el acceso de vehículos al puente y convertirlo en una zona peatonal, pero permanece abierto a autobuses y taxis.
Unos 700 metros por debajo de la represa de Pulteney, el río se une al canal del Kennet y del Avon, al que se conecta a través de las esclusas de Bath. Junto con el dominio navegable del Kennet, que se une al río Támesis en Reading, proporciona una ruta directa para los barcos del canal desde Bristol a Londres. Desde este punto, río abajo, el río se conoce como Avon Navigation.

### Navegación

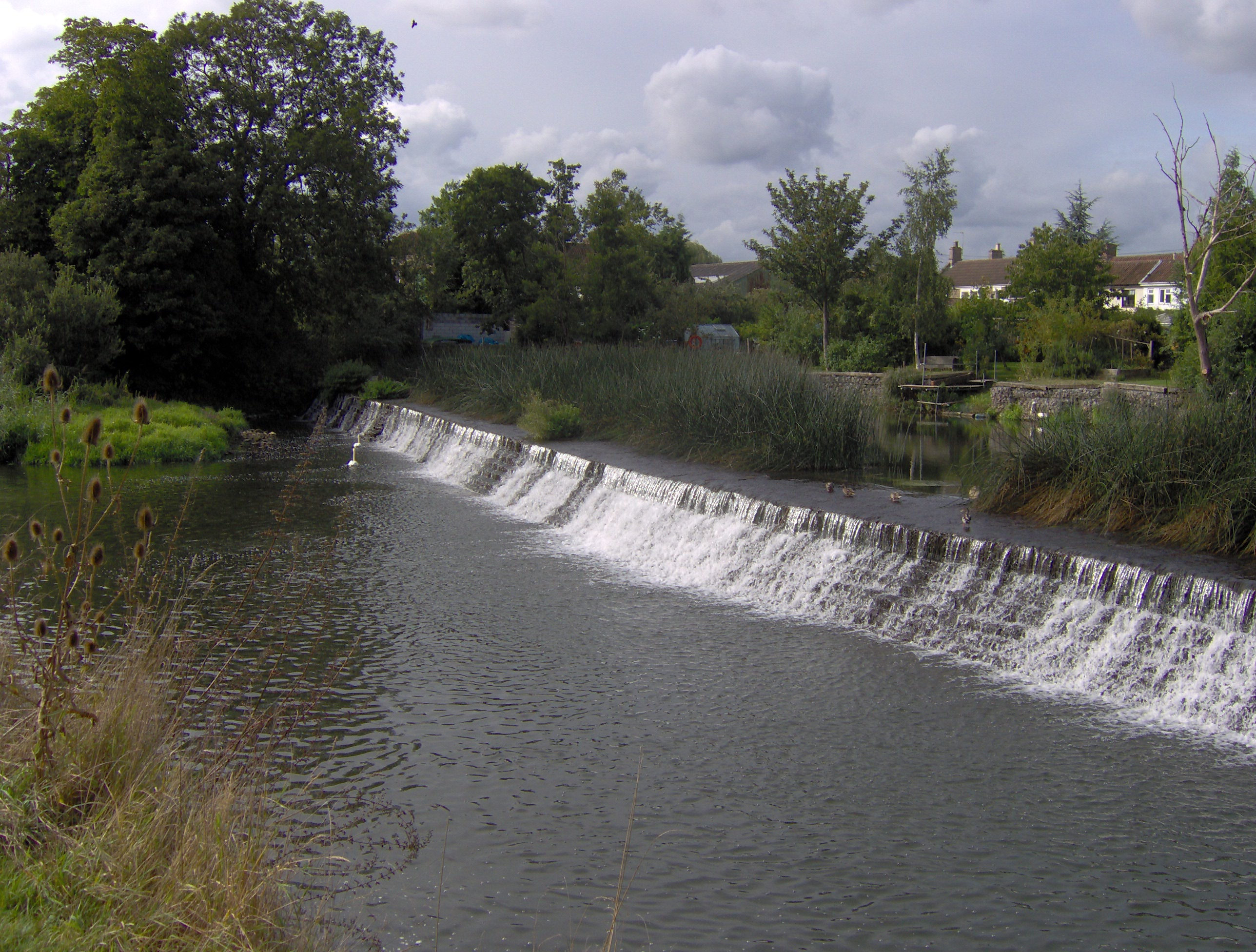
Represa en la Esclusa de Swineford

El Avon sobre Bath sigue siendo navegable hasta Bathampton, donde se encuentran los restos de una esclusa flash. Sin embargo, la esclusa que pasa por la presa debajo del puente Pulteney fue demolida cuando se reconstruyó la represa, por lo que el paso entre las secciones solo es posible para botes y canoas que utilizan la grada de rodillos situada en el costado del azud.
Más allá de su unión con el canal del Kennet y del Avon, el Avon fluye a través de Keynsham hacia Bristol. Durante gran parte de su recorrido después de salir de Wiltshire, marca el límite tradicional entre Somerset y Gloucestershire. En la mayor parte de esta distancia la navegación hace uso del cauce natural del río, con seis esclusas superando un desnivel de 30 pies (9 m). Desde Bath hasta la Esclusa de Netham, donde se divide en New Cut y el puerto flotante, se recorren 12 millas (19,3 km). El tramo se hace navegable mediante el uso de esclusas y represas.
En el centro de Bath pasa por debajo de varios puentes, incluido el puente Midland, que fue construido originalmente por la compañía del Ferrocarril de Midland para permitir el acceso del Ferrocarril conjunto de Somerset y Dorset hacia y desde su Estación de Bath Green Park. En noviembre de 2011, se cerró la navegación entre Bath y Bristol debido a las medidas de seguridad tomadas en el puente Victoria. La Esclusa de Weston, en las afueras de Bath, se encuentra en lo que ahora forma el área de Newbridge. Weston Cut es un canal artificial, inaugurado en 1727, para que los barcos se acerquen y pasen por la Esclusa de Weston. La isla creada entre el corte y la presa del río pasó a ser conocida como Isla Holandesa, después de que el propietario de la fábrica de latón se estableciera en la orilla del río a principios del siglo XVIII.

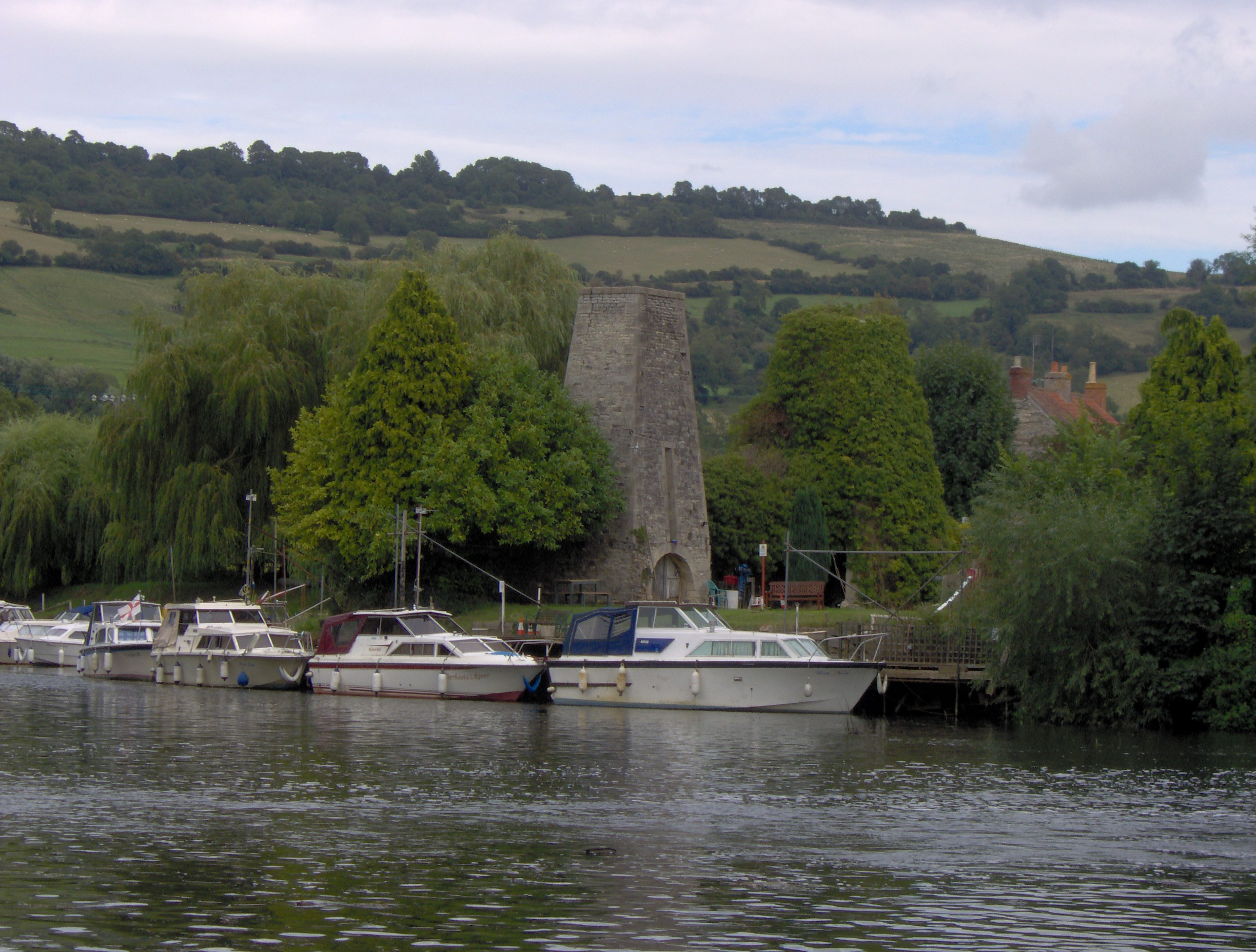
La fábrica de latón (Kelston Brass Mill), con vistas a la esclusa de Saltford

La Esclusa de Kelston y el aliviadero tienen amarres permanentes aguas arriba y aguas abajo. El Riverside Inn y el puerto deportivo de Saltford también están cerca. La Esclusa de Saltford y el vertedero de la represa están dominados por los restos de la fábrica de latón de Kelston, que estuvo en funcionamiento hasta 1925. Es un monumento clasificado de grado II. Junto a la esclusa hay un pub, cuyo jardín se extiende sobre la esclusa hasta la pequeña isla situada entre la propia esclusa y la represa. La esclusa fue abierta en 1727, aunque resultó destruida en 1738 por comerciantes rivales con el fin de detener el uso del río para el transporte de carbón. En su apogeo, entre 1709 y 1859 Swineford tenía una activa industria del cobre y del latón alrededor de la Esclusa de Swineford, servida por el río que también proporcionaba energía hidráulica para la industria textil, al igual que el río Boyd, un afluente que desemboca en el Avon cerca de Bitton. La Esclusa de Keynsham abrió sus puertas en 1727. Justo aguas arriba de la esclusa hay amarres para visitantes y un pub, en una isla entre la esclusa y la represa. El lado de la represa de la isla es también la desembocadura del río Chew. Hanham es la última esclusa de marea, uniéndose a continuación al río el arroyo Brislington.
La Esclusa de Netham es el punto de Easton (Bristol) desde el que los barcos del Avon pueden acceder al puerto flotante de Bristol. Su construcción comenzó en 1804 para permitir la excavación del canal sometido a las mareas conocido como New Cut, donde se une al rio Malago, y desviar el Avon a través del canal alimentador de Bristol hacia el puerto. El sistema fue originalmente diseñado y construido por William Jessop, siendo posteriormente mejorado por Isambard Kingdom Brunel. Una represa dirige el río hacia el New Cut, y los barcos utilizan la esclusa adyacente. El acceso al puerto solo es posible durante el día, cuando el encargado de la esclusa abre las compuertas, a menos que el nivel del agua en el río entre Netham y Hanham esté por encima o por debajo del nivel del puerto. La Esclusa de Netham y la represa forman parte de los mecanismos de defensa contra inundaciones de Bristol, y en diciembre de 2008 se anunció que se mejorarían como parte del Proyecto City Docks Capital, presupuestado en 11 millones de libras esterlinas.

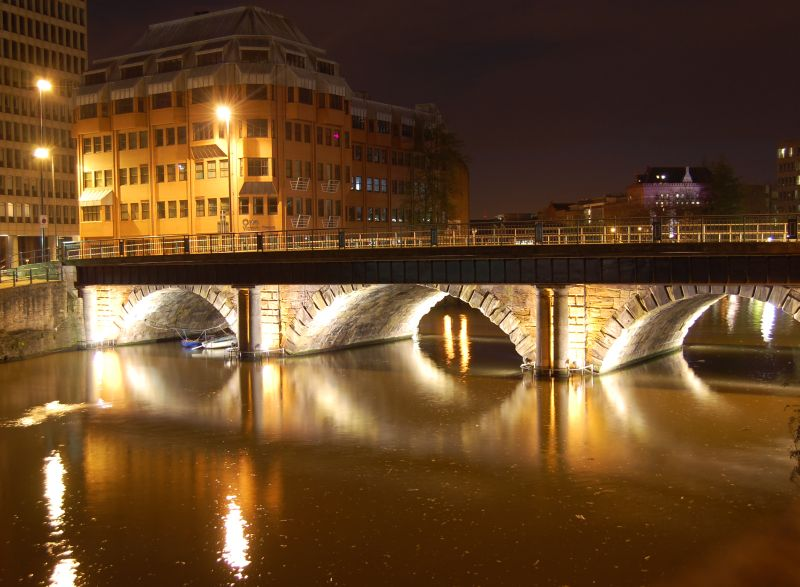
Puente de Bristol desde Castle Park

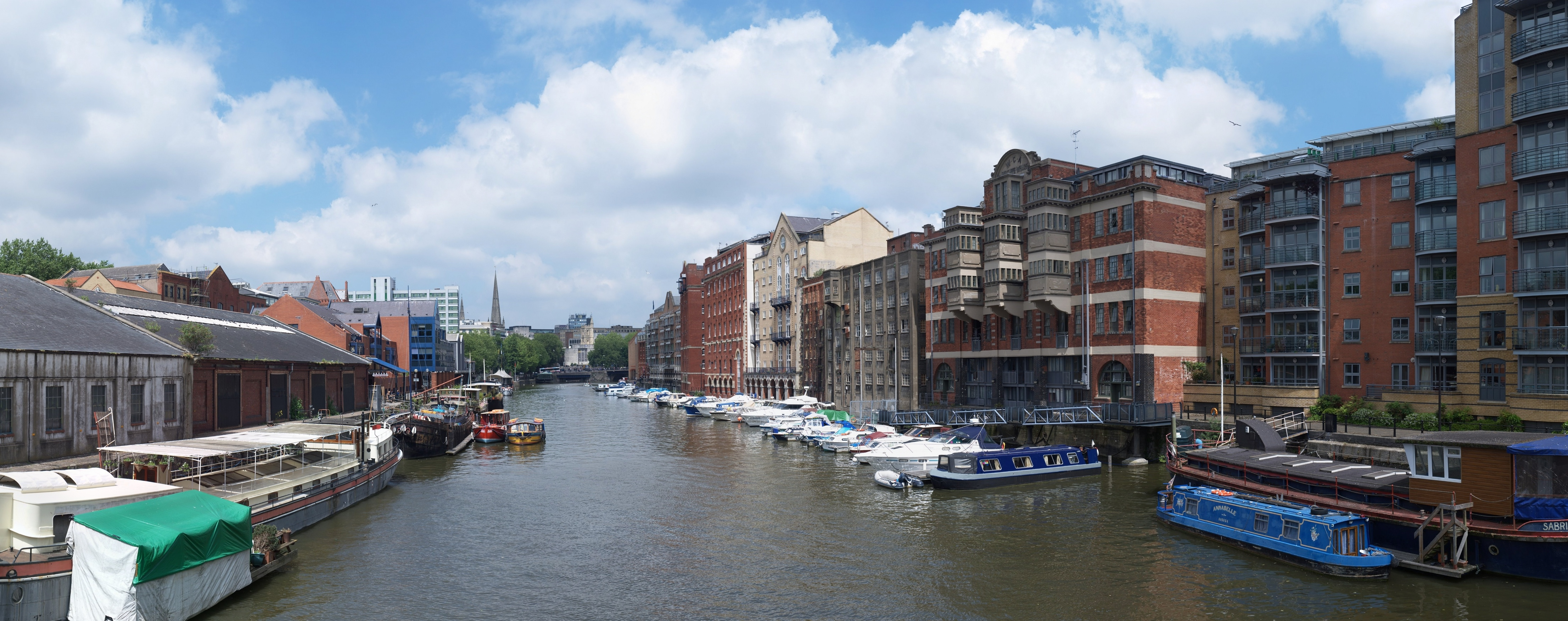
El río Avon en Bristol, mirando hacia el puente de Bristol con Welsh Back a la izquierda. Los barcos de la Bristol Ferry Company están amarrados en primer plano, y las agujas de las iglesias de St Nicholas, All Saints' y St Mary le Port se pueden ver a lo lejos

En el centro de Bristol, donde el río recible el influjo de las mareas, se desvía de su curso original hacia el New Cut, un canal excavado entre 1804 y 1809 con un costo de 600.000 libras. El recorrido original se mantiene a un nivel constante mediante compuertas (diseñadas por Jessop) y se conoce como puerto flotante, que está protegido por las esclusas instaladas en 1870 para sustituir a las proyectadas originalmente por Jessop. Este inusual muelle tiene una distribución tentacular, resultante de sus orígenes a partir del curso natural del río Avon y sus afluentes, el río Frome y el arroyo Siston, y está íntimamente entrelazado con el centro de la ciudad de Bristol como pocos otros muelles. Como resultado de este hecho, el puerto flotante es una de las piezas de regeneración portuaria más exitosas, con gran parte del muelle ahora ocupada por locales residenciales, de oficinas y culturales, y el área navegable muy utilizada por embarcaciones de recreo. El muelle le dio al puerto una ventaja importante, al permitir que los buques de transporte marítimo se mantuvieran a flote en lugar de encallar cuando bajaba la marea. Aguas abajo del centro de Bristol, el río pasa a través de la profunda garganta del Avon, atravesada por el puente colgante de Clifton proyectado por Brunel: el río es afectado por las mareas y es navegable por embarcaciones marítimas durante la marea alta, pero se seca formando un canal fangoso de lados empinados durante la marea baja. Fue en gran medida el desafío de navegar esta sección lo que selló el destino del puerto flotante como muelle comercial, que sería reemplazado en este cometido por los muelles situados en Avonmouth, donde el río Avon se une al estuario del Severn.
Antes de llegar a su desembocadura, al Avon se le une el río Trym en Sea Mills, que era el emplazamiento de Portus Abonae, un antiguo puerto de la Britania romana. Poco después, pasa por el pueblo de Pill en la orilla sur, donde tenían su base los Pill Hobblers para remolcar barcos río arriba hasta Bristol, y donde yates y otros barcos todavía tienen amarres en Chapel Pill y Crockerne Pill. Luego pasa por debajo del puente de Avonmouth, que permite el cruce sobre el río de la autopista M5. Su vano principal tiene una longitud de 538 pies (164 m) y el puente tiene una longitud total de 4554 pies (1388 m), con un gálibo por encima del nivel medio alto del agua de 98,4 pies (30 m). Luego, el río sirve a dos áreas de muelles principales. El Royal Portbury Dock está en el lado sur de la desembocadura del río. El muelle de aguas profundas se construyó entre 1972 y 1977, y ahora es un puerto importante para la importación de automóviles. El Royal Portbury Dock tiene la esclusa de entrada más grande a cualquier puerto del Reino Unido, y puede albergar buques de hasta 41 m (135 pies) de manga, 290 m (951 pies) de eslora y 14,5 m (48 pies) de calado. Los muelles de Avonmouth están en el lado norte del río, y son uno de los principales puertos del Reino Unido para alimentos refrigerados, especialmente frutas y verduras. El primer muelle de Avonmouth, Avonmouth Old Dock, se inauguró en 1877, y fue adquirido por la Bristol Corporation en 1884. En 1907, se abrió un muelle mucho más grande, el Royal Edward Dock. Los muelles forman parte del Puerto de Bristol, y fueron operados por la Autoridad del Puerto de Bristol, parte del Consejo de la Ciudad de Bristol, hasta 1991, cuando el Consejo otorgó un contrato de arrendamiento de 150 años de duración a la Bristol Port Company. La Bristol Pilots LLP presta el servicio de prácticos autorizados para los muelles del río Avon y la ciudad de Bristol, así como para el estuario del Severn y el canal de Bristol. Tiene su sede en los muelles de Avonmouth.

## Hidrología y calidad del agua
En Great Somerford, el Avon tiene un caudal medio de 3,355 m³/s, y una oscilación típica de nivel de río de entre 0,16 m y 0,74 m, con un nivel más alto de 2,43 m. En Melksham, el Avon tiene un caudal medio de 6,703 m³/s. En diciembre de 2013 se alcanzó el nivel más alto registrado en Bradford on Avon, cuando se midió una elevación de 3,42 m, mientras que la oscilación normal en la estación de aforo está comprendida entre 1,01 y 1,40 metros. En Bathford, el nivel más alto del río también se registró en diciembre de 2013, cuando se alcanzó una sobreelevación de 4,41 m, mientras que el rango normal está comprendido entre 0,75 y 1,60 metros, con un caudal de 18,274 m³/s.
En St James de Bath, que se halla 180 m aguas arriba de la represa de Pultney, el flujo medio es de 20,466 m³/s, con un flujo similar (de 20,984 m³/s) aguas abajo del azud. En el puente del Destructor en Bath, el rango de calado típico oscila entre 0,40 y 0,81 metros, con un máximo de 1,64 metros también registrado en diciembre de 2013.
En Saltford, la oscilación del calado está comprendida entre 0,46 y 1,41 metros, con un máximo de 2,31 metros registrado el 24 de diciembre de 2013. En Keynsham, el calado típico está entre 0,23 y 2,09 metros. La cota más alta se midió el 25 de diciembre de 2013, cuando alcanzó una elevación de 5,36 metros. En Netham Weir, donde el canal de New Cut recoge el flujo del puerto de Bristol, el rango típico de profundidad del río es de 0,15 a 0,84 m, siendo el más alto jamás registrado de 3,22 metros.
Con el fin de monitorizar y mejorar la calidad del agua, el río se divide en varias áreas de gestión de cuencas: al sur de Malmesbury; Bristol Avon Rural; y Bristol Avon Urban. En el área rural, 22 zonas de agua están clasificadas como buenas, 46 como moderadamente buenas y 8 como de pobre calidad. Las principales razones para no alcanzar buenas puntuaciones son la contaminación procedente de las aguas residuales, la agricultura y la gestión del suelo rural. En el área urbana una zona de agua está calificada como buena, mientras que otras 12 están calificadas como moderadamente buenas, y una como de pobre calidad. A la contaminación procedente de aguas arriba se suman los efectos de la industria, la manufactura y otros negocios, y se ve afectada significativamente por las modificaciones físicas del curso de agua. Dentro de la zona de captación hay 137 cuerpos de agua fluviales y 6 lagos; de estos, el 22 por ciento de los ríos están clasificados en buen estado ecológico, el 40 por ciento en buen estado químico y el 31 por ciento en buen estado biológico.

## Áreas de conservación
El río es importante por sus comunidades de libélulas, con una fuerte población de libellula fulva (que se encuentra solo en otras seis áreas de Inglaterra), junto con una importante población de platycnemis pennipes. Otra especie presente en la zona es la náyade de ojos rojos. El río también es importante para las plantas acuáticas, incluida la espiga de agua.
El sitio de especial interés científico de Kellaways – West Tytherton, situado 3 millas (4,8 km) al noreste de Chippenham, es de interés geológico, ya que en la orilla del río han quedado a la vista formaciones de areniscas callovienses altamente fosilíferas, que contienen bivalvos, gasterópodos, braquiópodos, belemnites y ammonites bien conservados. Más abajo, en Newton St Loe, el Newton St Loe SSSI es otro lugar de interés geológico. Representa la única exposición conocida que queda de gravas fosilíferas del Pleistoceno en el río Avon. Junto con otros sitios dentro de un área más amplia, ha ayudado al desarrollo de una comprensión científica de la historia temprana del período glacial dentro de la Región del Sudoeste de Inglaterra. En este lugar se han encontrado restos de mamuts (Mammuthus) y de caballos (Equus).

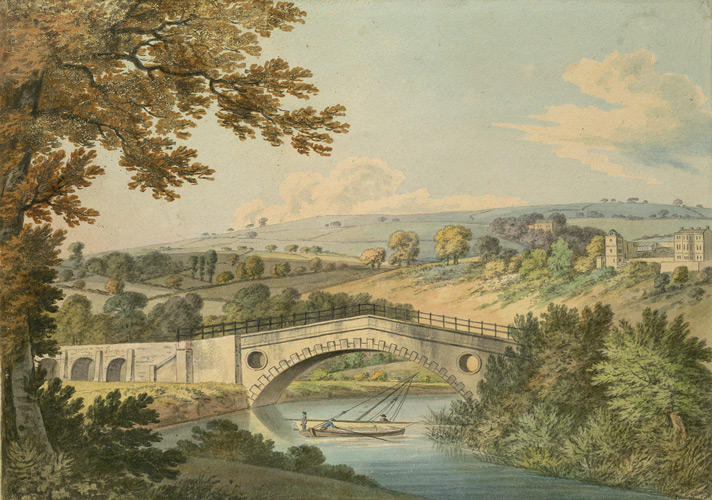
Puente Nuevo en Bath, cerca de la zona de interés geológico de Newton St Loe (pintura de 1806)

La Garganta del Avon ha sido designada como Sitio de Especial Interés Científico porque alberga fauna y flora raras, incluidas especies únicas del desfiladero. Hay un total de 24 especies de plantas raras y dos árboles únicos: el serbal de Bristol y el serbal de Wilmotts. Otras plantas notables son el berro de roca de Bristol, la cebolla de Bristol, la verónica espinada, el jacinto endeble y la pimpinela glauca. Otras áreas en el río que tienen esta designación incluyen a Bickley Wood y a Cleeve Wood (Hanham), por su gran población de espárragos de Bath ("Ornithogalum pyrenaicum"). Stidham Farm, cerca de Keynsham, contiene al menos 2 metros (7 pies) de espesor de gravas de terrazas del Pleistoceno, que consisten principalmente en clastos calizos, pero que también incluyen areniscas, clastos de pedernal y pedernal. El sitio es de considerable importancia para los estudios relacionados con la posible glaciación del área y con la estratigrafía de la terraza, particularmente porque es uno de los dos únicos depósitos de terraza accesibles en esta parte del valle del Avon.
En Horseshoe Bend (Shirehampton), el acantilado boscoso y una estrecha marisma salina están sostenidos por rocas de areniscas devónicas y calizas carboníferas, superpuestas por conglomerados dolomíticos del Triásico. El principal interés del sitio y el motivo de su designación como SEIC es la presencia de una población de serbales comunes que crecen en los acantilados. Este árbol es raro a nivel nacional en Gran Bretaña y este sitio alberga la población más grande conocida en Inglaterra. Otras especies notables de serbales presentes en la zona son el sorbus eminens y el sorbus anglica, especies a su vez raras en Gran Bretaña. También se encuentra el tilo común (Tilia platyphyllos), un árbol escaso a nivel nacional, y entre las hierbas figuran el ajo campestre (Allium oleraceum) y el hipérico de montaña (Hypericum montanum). La vegetación de marisma, que se encuentra en la base del acantilado, está compuesta predominantemente por la estrella de arroyo (Aster tripolium) y por la coclearia inglesa (Cochlearia anglica). Sin embargo, aquí también se encuentran dos especies de plantas vasculares escasas a nivel nacional: el hinojo de conejo (Bupleurum tenuissimum) y la planta de sal de tallo largo (Atriplex longipes).
Los tramos mareales del río Avon constituyen un hábitat con presencia de aves acuáticas, y hasta 2004 se habían registrado 64 especies, incluidas 21 especies de aves limícolas, y 13 especies de gaviotas.

## Organismos gestores del río
La Ley de Drenaje de Tierras de 1930 creó una junta de captaciones para el río Avon, que se convirtió en el Bristol Avon River Board bajo la Ley de Juntas Fluviales de 1948. La junta, a su vez, fue reemplazada por la Autoridad del Bristol Avon bajo la Ley de Recursos Hídricos de 1963. En 1973 se agregaron veinticinco cursos de agua menores a la jurisdicción de la Autoridad. La reorganización acometida en 1974, bajo la Ley de Aguas de 1973, incorporó la cuenca del Avon a un nuevo organismo regional, la Autoridad de Aguas de Wessex. La privatización de la gestión del agua supuso el paso de la responsabilidad de las captaciones a la National Rivers Authority, creada el 1 de septiembre de 1989. En 1996, la autoridad pasó a formar parte de la Agencia de Medioambiente.
La conservación de la navegación en la parte baja del río desde Avonmouth hasta la esclusa de Hotwells es responsabilidad de The Bristol Port Company, como autoridad portuaria competente y estatutaria. La navegación dentro del puerto flotante de Bristol es subcontratada por el Consejo de la Ciudad de Bristol como autoridad portuaria competente y estatutaria.

## Historia

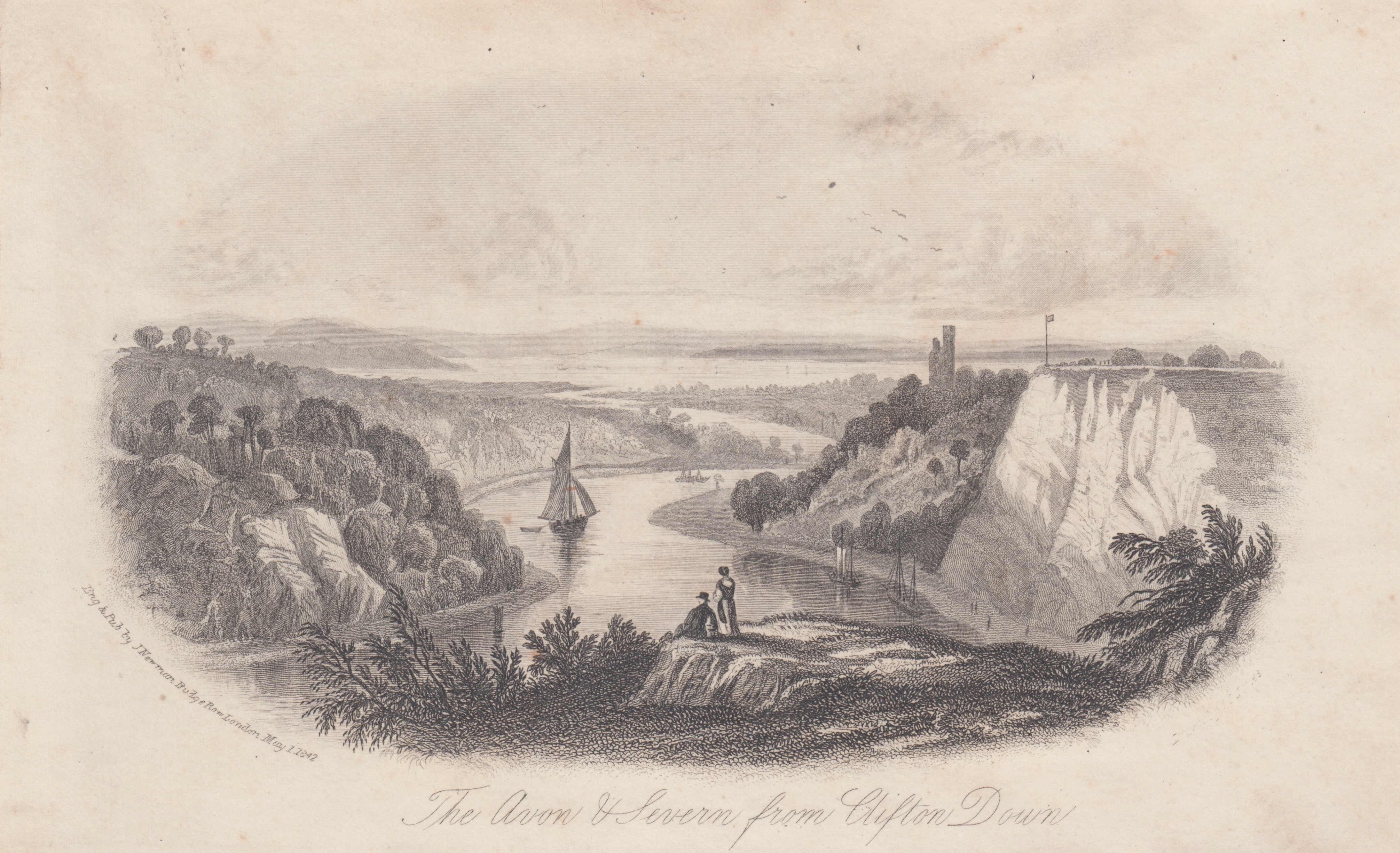
Vista del Avon hasta el Severn desde Clifton Down (1842)

La distribución de los hallazgos arqueológicos sugiere que el extremo occidental del río entre Bath y Avonmouth se convirtió en una frontera entre Dobunni y Durotriges a finales de la Edad del Hierro, antes de la conquista romana de Britania. Más al este, entre Bath y lo que hoy es Wiltshire, también pudo haber sido una frontera del territorio gobernado por tribus de origen belga. Concluida la ocupación romana, el río formó un límite entre las tierras del reino de Hwicce (que se convirtió en el reino de Mercia) y el reino de Wessex.
El río Avon había sido navegable desde Bristol hasta Bath durante los primeros años del siglo XIII, pero la construcción de molinos en el río obligó al cese del paso de barcos. El terreno inundable del Avon, sobre el que se construyó el centro de la ciudad de Bath, tiene una altitud de aproximadamente 59 pies (18 m) por encima de nivel del mar. El río, que alguna vez fue una serie de arroyos enlazados no navegables divididos por pantanos y zonas estancadas, ha sido transformado en un solo cauce regulado por represas. Las inundaciones periódicas, que acortaban la vida útil de muchos edificios en la parte más baja de la ciudad, eran normales hasta que se completaron importantes obras de control de inundaciones en la década de 1970.
El dominio navegable del río (denominado Bristol Avon Navigation), que abarca 15 millas (24,1 km) desde el canal del Kennet y del Avon en la Esclusa de Hanham hasta el canal de Bristol en Avonmouth, fue habilitado entre 1724 y 1727, siguiendo la legislación aprobada por la reina Ana, por una empresa de propietarios y el ingeniero John Hore de Newbury. El primer cargamento de "tableros de trato, lingotes de plomo y harina" llegó a Bath en diciembre de 1727. Ahora es administrado por el Canal & River Trust.

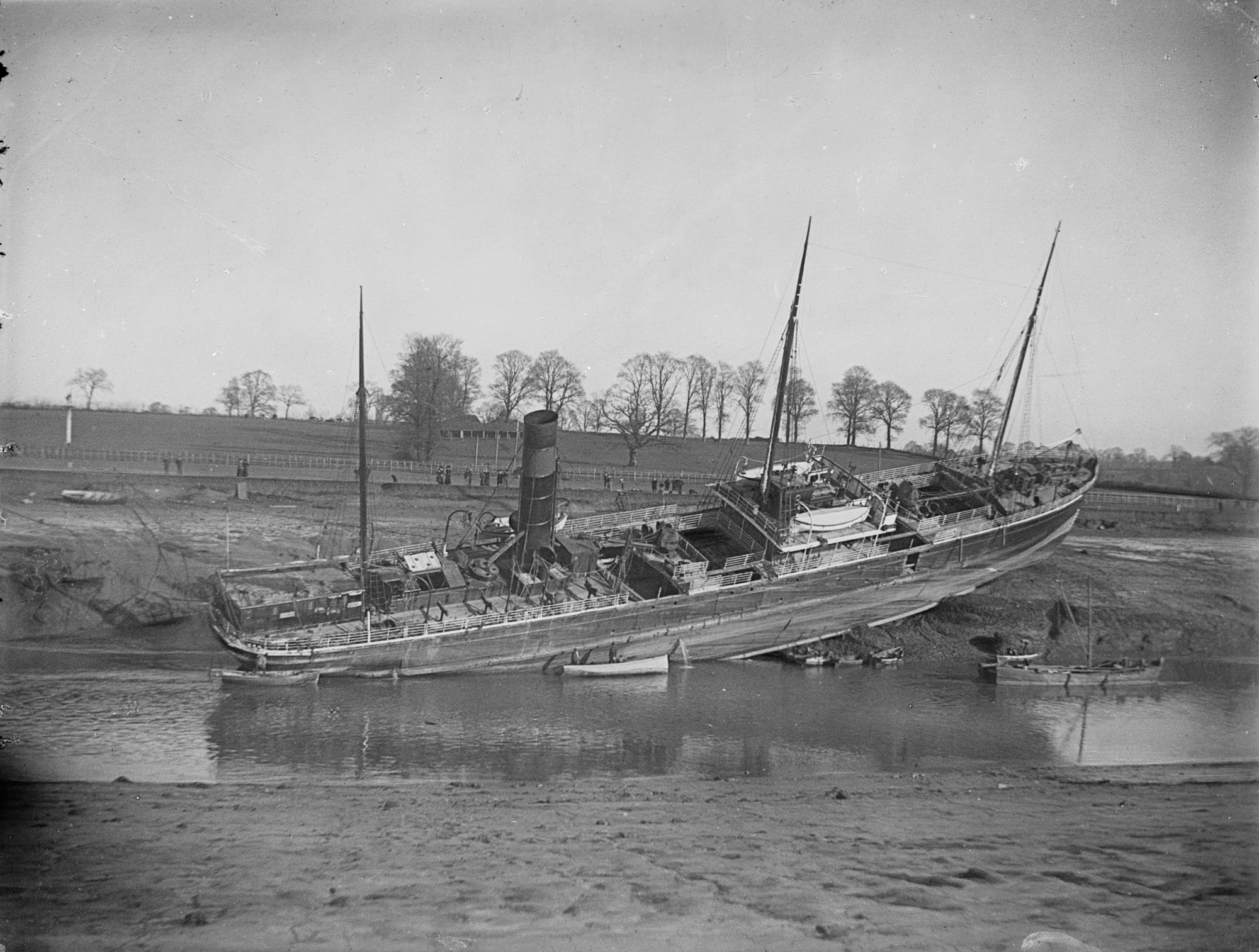
El buque S.S. Dunbrody varado en la década de 1890 debido a la alta amplitud de las mareas

En la historia de Bristol, la Garganta del Avon ha sido una importante ruta de transporte fluvial, carreteras principales y dos vías de ferrocarril. Debido a las mareas, el canal de Bristol tiene una oscilación de nivel muy alta (de cerca de 15 metros), solo superada por la bahía de Fundy en el Este de Canadá. El cauce del río en la garganta del Avon es relativamente estrecho y serpenteante, lo que hace que sea notoriamente difícil de navegar. Varios buques han encallado en el cañón, incluido el SS Demerara poco después de su botadura en 1851, la goleta Gipsy en 1878, el remolcador de vapor Black Eagle en 1861 y el Llandaff City.
En 1877, el puente Halfpenny, un paso de peaje para peatones que cruzaba el río desde la Estación de Bath Spa a Widcombe, se derrumbó al paso de una gran multitud que se dirigía a una exposición agrícola, provocando el colapso de la pasarela la muerte de diez personas.
El Avon se ha inundado varias veces desde épocas con registros históricos. Estas inundaciones incluyen la de 1799/1800, que dañó el puente Pulteney. Varios puntos en el río, incluido el valle alrededor de Freshford, corren el riesgo de sufrir inundaciones, como resultado de la entrada de sedimentos en el río y el estrechamiento del cauce. Para paliar este problema, algunas áreas en las orillas del río se han designado como llanuras de inundación funcionales para hacer frente al aumento ocasional del caudal del río. Los posibles cambios en los patrones climáticos como resultado del cambio climático sugieren que es probable que se necesiten medidas adicionales para proteger a la población del riesgo de inundaciones. Una marea alta, combinada con los altas precipitaciones en las zonas adyacentes al río, causaron inundaciones en la ciudad de Bristol en 2013 y 2014.

## Ruta y puntos de interés

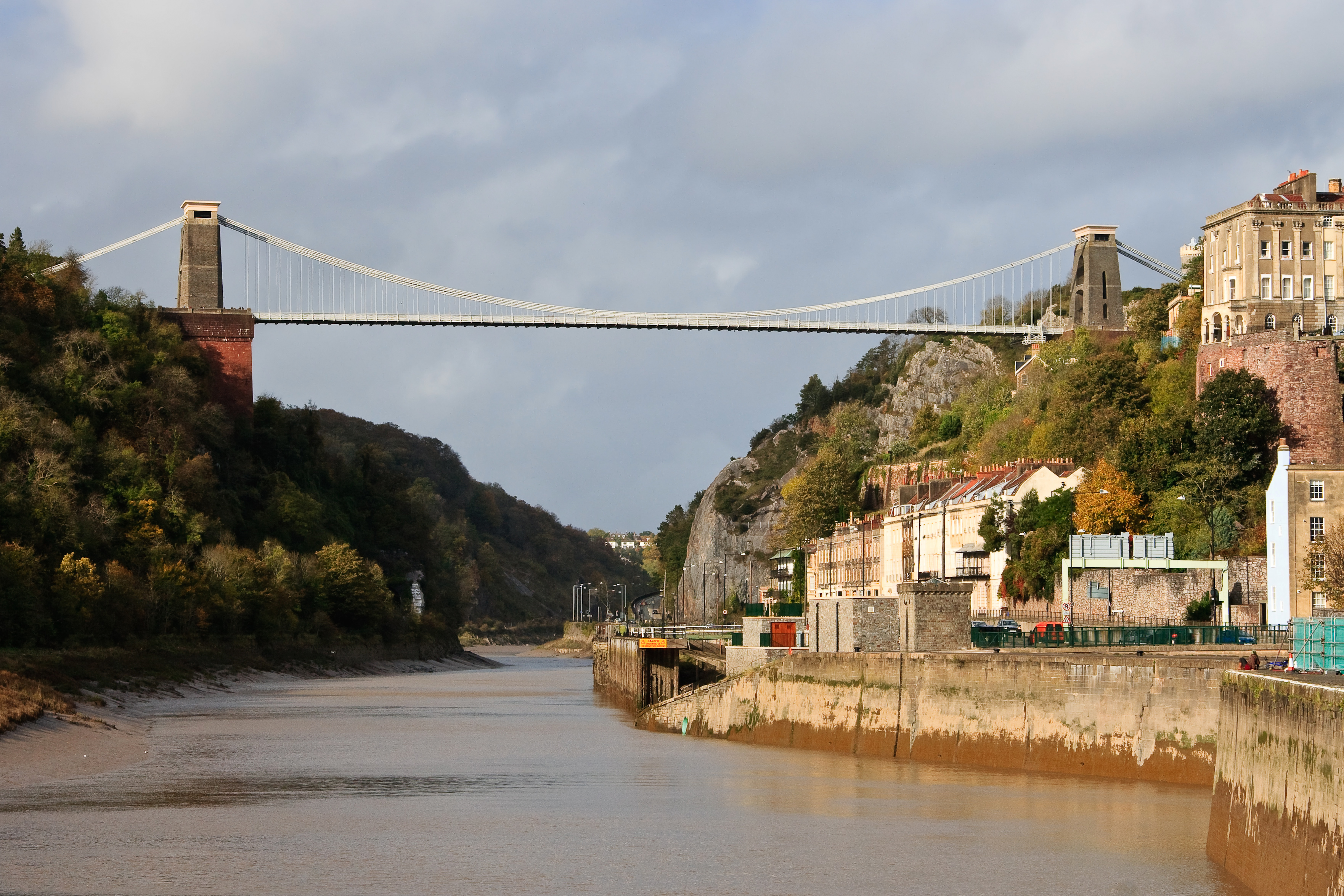
La garganta del Avon y el puente colgante de Clifton

| Punto                                               | Coordenadas                           | Referencia Hoja OS | Notas                                                        |
| --------------------------------------------------- | ------------------------------------- | ------------------ | ------------------------------------------------------------ |
| Fuentes del río                                     | 51°35′13″N 2°15′18″O / 51.587, -2.255 | ST811813           | Didmarton                                                    |
| Sherston                                            | 51°34′23″N 2°12′47″O / 51.573, -2.213 | ST853860           | Sherston                                                     |
| Confluencia de Tetbury Avon                         | 51°34′55″N 2°05′31″O / 51.582, -2.092 | ST936870           | Malmesbury                                                   |
| Autopista M4                                        | 51°30′50″N 2°04′26″O / 51.514, -2.074 | ST949795           | Puente M4                                                    |
| Confluencia del río Marden                          | 51°27′58″N 2°05′38″O / 51.466, -2.094 | ST935741           | Dauntsey Vale                                                |
| Chippenham                                          | 51°27′32″N 2°07′01″O / 51.459, -2.117 | ST919733           | Chippenham                                                   |
| Villa del Fideicomiso Nacional                      | 51°24′43″N 2°07′08″O / 51.412, -2.119 | ST917682           | Lacock                                                       |
| Melksham                                            | 51°22′26″N 2°08′20″O / 51.374, -2.139 | ST904638           | Melksham                                                     |
| Puente normando                                     | 51°20′49″N 2°15′07″O / 51.347, -2.252 | ST825609           | Bradford-on-Avon                                             |
| Acueducto de Avoncliff                              | 51°20′17″N 2°16′55″O / 51.338, -2.282 | ST804599           | Avoncliff                                                    |
| Confluencia con el río Frome de Somerset            | 51°21′25″N 2°18′36″O / 51.357, -2.310 | ST784620           | Freshford                                                    |
| Acueducto de Dundas                                 | 51°21′43″N 2°18′40″O / 51.362, -2.311 | ST783626           | Acueducto Dundas                                             |
| Estación de bombeo de Claverton                     | 51°22′41″N 2°18′11″O / 51.378, -2.303 | ST790644           | Claverton                                                    |
| Puente de Bathford y confluencia del arroyo Bybrook | 51°24′04″N 2°18′29″O / 51.401, -2.308 | ST786669           | Bathford                                                     |
| Puente de peaje                                     | 51°23′46″N 2°19′16″O / 51.396, -2.321 | ST777664           | Bathampton                                                   |
| Puente de Cleveland                                 | 51°23′20″N 2°21′25″O / 51.389, -2.357 | ST752657           | Puente de Cleveland                                          |
| Puente Pulteney y presa                             | 51°22′59″N 2°21′32″O / 51.383, -2.359 | ST751650           | Puente Pulteney                                              |
| Confluencia con el Canal del Kennet y del Avon      | 51°22′37″N 2°21′11″O / 51.377, -2.353 | ST755643           | Esclusas de Bath                                             |
| Esclusa de Weston                                   | 51°22′59″N 2°23′53″O / 51.383, -2.398 | ST723649           | Newbridge                                                    |
| Esclusa de Kelston                                  | 51°24′04″N 2°27′00″O / 51.401, -2.450 | ST687669           | Kelston                                                      |
| Fábrica de Latón de la Esclusa de Saltford          | 51°24′36″N 2°26′38″O / 51.410, -2.444 | ST691679           | Saltford                                                     |
| Esclusa de Swineford                                | 51°25′05″N 2°26′46″O / 51.418, -2.446 | ST691689           | Swineford                                                    |
| Confluencia en la Esclusa de Keynsham del río Chew  | 51°25′12″N 2°29′35″O / 51.420, -2.493 | ST657691           | Keynsham                                                     |
| Esclusa de Hanham                                   | 51°25′41″N 2°30′40″O / 51.428, -2.511 | ST645700           | Hanham                                                       |
| Confluencia del arroyo Brislington                  | 51°27′14″N 2°32′31″O / 51.454, -2.542 | ST623729           | Brislington                                                  |
| Inicio del Puerto Flotante en New Cut               | 51°27′04″N 2°33′07″O / 51.451, -2.552 | ST617726           | Esclusa de Netham                                            |
| Puerto de Bristol                                   | 51°26′49″N 2°36′04″O / 51.447, -2.601 | ST582722           | Bristol                                                      |
| Puente colgante de Clifton                          | 51°27′18″N 2°37′44″O / 51.455, -2.629 | ST563731           | Garganta del Avon                                            |
| Confluencia del río Trym                            | 51°28′48″N 2°39′07″O / 51.480, -2.652 | ST548759           | Sea Mills                                                    |
| Puente de Avonmouth                                 | 51°29′20″N 2°41′38″O / 51.489, -2.694 | ST519769           | Puente de Avonmouth                                          |
| Desembocadura                                       | 51°30′11″N 2°42′00″O / 51.503, -2.700 | ST515785           | Muelle de Royal Portbury y Muelles de Avonmouth en Avonmouth |